# Pyrus spinosa
Espèce
Classification phylogénétique
Pyrus spinosa (littéralement « poirier épineux » en français) ou poirier à feuilles d'amandier, est une espèce de plantes à fleurs de la famille des Rosaceae. C'est un arbrisseau ou un petit arbre à feuilles caduques très ramifiés, parfois épineux.
Les feuilles sont étroitement elliptiques, entières ou formées de 3 lobes très peu prononcés. Les fleurs apparaissent de mars à avril ; elles sont formées de 5 pétales blanc obtus au sommet. 

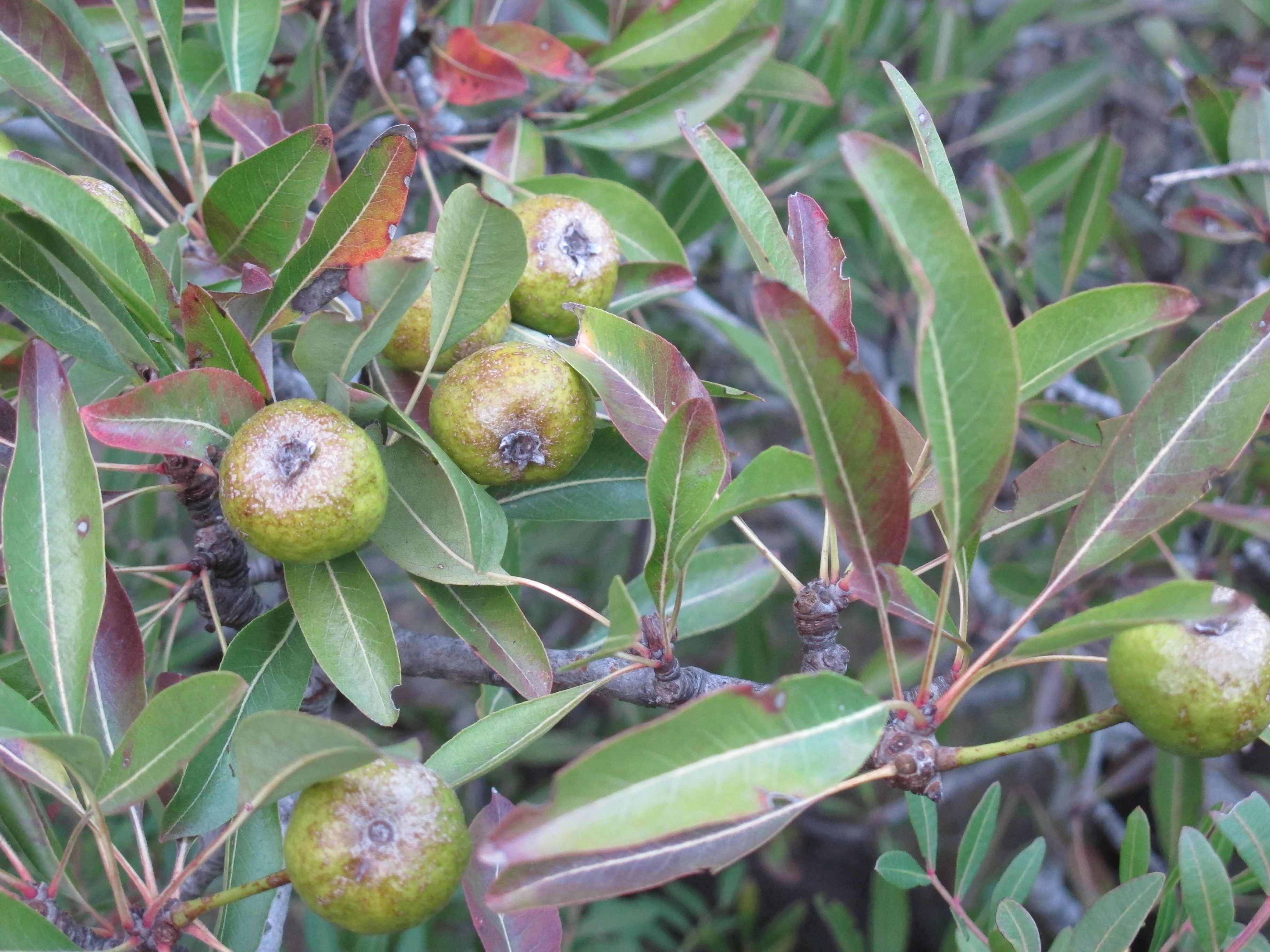
Rameau en fructification du poirier à feuille d'amandier (les feuilles sont parfois moins étroites).

Le fruit est globuleux, de jaune à marron, et porte au sommet le reste du calice.